# Carlo Ambrogio Marini
Carlo Ambrogio Marini   (Albino, 10 de setembre de 1670 - Bèrgam, c. 1717), segons algunes fonts Carlo Ambrogio Marino o Carlo Antonio Marini, fou un compositor italià de la segona meitat del segle xvii. Va ser violinista a Bèrgam i publicà, entre d'altres, les obres: Sonate a 3 (1687), Balletti Correnti, Gighe e Menuetti a 3 (1692), Sonate a 3 e 5 (1696), Cantate a voce sola, Sonata allà francese a 3, Sonate a 3 e 5, Sonate da càmera a 3, Sonata V, solo con B, e..